# エルビン・ロドリゲス
エルビン・ミゲル・ロドリゲス（Elvin Miguel Rodríguez, 1998年3月31日 - ）は、ドミニカ共和国サン・クリストバル州サン・クリストバル出身のプロ野球選手（投手）。MLBのボルチモア・オリオールズ傘下所属。右投右打。

## 経歴

### プロ入りとエンゼルス傘下時代
2014年7月4日にアマチュア・フリーエージェントでロサンゼルス・エンゼルス・オブ・アナハイムと契約してプロ入り。傘下のルーキー級ドミニカン・サマーリーグ・エンゼルスでプロデビューした。
2017年はルーキー+級オレム・オウルズ、A級バーリントン・ビーズの2チーム合計で14試合に先発登板して5勝3敗、防御率2.91、68奪三振を記録し、パイオニアリーグの最優秀投手賞を受賞した。

### タイガース時代
2017年9月15日にジャスティン・アップトンのトレードでの後日発表選手として、デトロイト・タイガースへ移籍した。

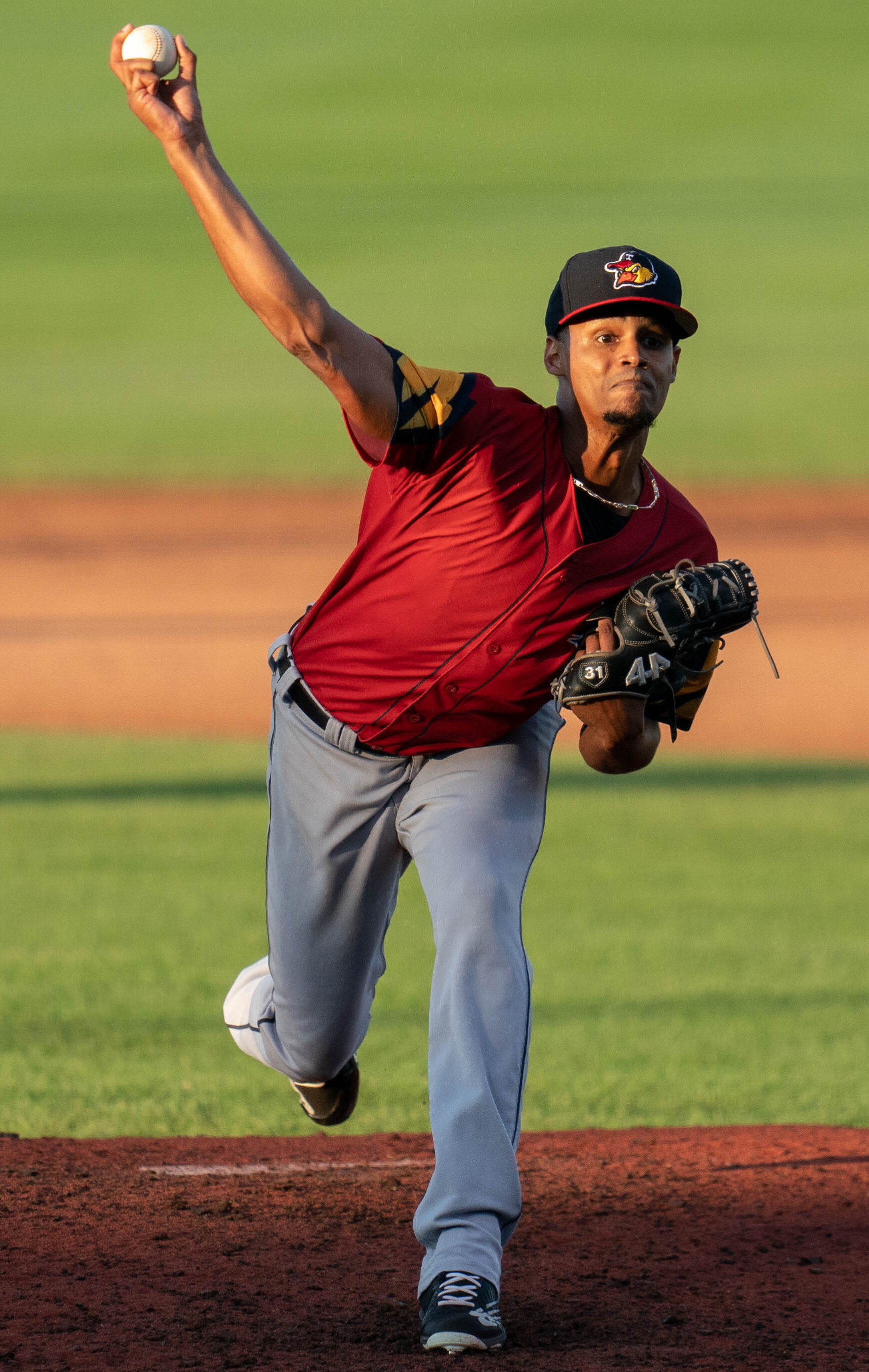
AAA級トレド・マッドヘンズ時代
（2022年7月8日）

2018年は傘下のA級ウェストミシガン・ホワイトキャップスで21試合に先発登板して8勝7敗、防御率3.34、109奪三振を記録した。
2019年はA+級レイクランド・フライングタイガースで23試合に先発登板して11勝9敗、防御率3.77、112奪三振を記録した。
2021年オフにルール・ファイブ・ドラフトでの流出を防ぐために40人枠に登録された。
2022年は開幕ロースター入りを果たし、4月10日のシカゴ・ホワイトソックス戦に先発登板してメジャーデビューを果たした。この年はメジャーで7試合（先発5試合）に登板して0勝4敗、防御率10.62を記録した。オフの11月10日にマイナー契約となり、同日中に自由契約となった。

### レイズ時代
2023年1月18日にタンパベイ・レイズとマイナー契約を結んだ。7月7日にメジャー契約を結んでアクティブ・ロースター入りし、同日のアトランタ・ブレーブス戦に救援登板して、3回1/3をパーフェクトに抑え5三振を奪う好投を見せたが、翌8日にDFAとなった。

### ヤクルト時代
2023年7月13日に東京ヤクルトスワローズへの入団が発表された。背番号は37。
8月9日に広島東洋カープ戦で先発としてNPB初登板を果たし、5回1失点（6奪三振、被安打5、1四球）で初勝利を挙げた。その後は5試合に先発して全試合で敗戦投手となるなど、この年は1勝5敗、防御率4.09という成績だったが、11月28日に来季も残留することが発表された。
2024年は主に中継ぎとしてプレーし、32試合の登板で45イニングを投げ、1勝1敗8ホールド1セーブ、防御率1.80という成績を残した。オフの11月21日に、保留選手名簿の提出を待たず自由契約となった。

### ブルワーズ時代
2025年1月17日にミルウォーキー・ブルワーズと1年契約を結んだ。なお、2026年は球団オプションとなる。しかし、成績は6試合登板で0勝2敗、防御率8.68と振るわず、マイナーへ降格。7月9日にDFAとなった。

### オリオールズ時代
2025年7月16日、ボルチモア・オリオールズがウエーバーを通じて獲得を発表、移籍後は傘下3Aノーフォーク・タイズに登録された。

## 詳細情報

### 年度別投手成績
| 年 度    | 球 団    | 登 板 | 先 発 | 完 投 | 完 封 | 無 四 球 | 勝 利 | 敗 戦 | セ 丨 ブ | ホ 丨 ル ド | 勝 率 | 打 者 | 投 球 回 | 被 安 打 | 被 本 塁 打 | 与 四 球 | 敬 遠 | 与 死 球 | 奪 三 振 | 暴 投 | ボ 丨 ク | 失 点 | 自 責 点 | 防 御 率 | W H I P |
| -------- | -------- | ----- | ----- | ----- | ----- | -------- | ----- | ----- | -------- | ----------- | ----- | ----- | -------- | -------- | ----------- | -------- | ----- | -------- | -------- | ----- | -------- | ----- | -------- | -------- | ------- |
| 2022     | DET      | 7     | 5     | 0     | 0     | 0        | 0     | 4     | 0        | 0           | .000  | 143   | 29.2     | 42       | 12          | 15       | 1     | 1        | 25       | 1     | 0        | 35    | 35       | 10.62    | 1.92    |
| 2023     | TB       | 1     | 0     | 0     | 0     | 0        | 0     | 0     | 0        | 0           | ----  | 10    | 3.1      | 0        | 0           | 0        | 0     | 0        | 5        | 0     | 0        | 0     | 0        | 0.00     | 0.00    |
| 2023     | ヤクルト | 7     | 6     | 0     | 0     | 0        | 1     | 5     | 0        | 0           | .167  | 145   | 33.0     | 33       | 5           | 13       | 2     | 1        | 23       | 3     | 0        | 20    | 15       | 4.09     | 1.39    |
| 2024     | ヤクルト | 32    | 1     | 0     | 0     | 0        | 1     | 1     | 1        | 8           | .500  | 183   | 45.0     | 40       | 1           | 12       | 3     | 1        | 44       | 2     | 1        | 13    | 9        | 1.80     | 1.16    |
| MLB：2年 | MLB：2年 | 8     | 5     | 0     | 0     | 0        | 0     | 4     | 0        | 0           | .000  | 153   | 33.0     | 42       | 12          | 15       | 1     | 1        | 30       | 1     | 0        | 35    | 35       | 9.55     | 1.73    |
| NPB：2年 | NPB：2年 | 39    | 7     | 0     | 0     | 0        | 2     | 6     | 1        | 8           | .250  | 328   | 78.0     | 73       | 6           | 25       | 5     | 2        | 67       | 5     | 1        | 33    | 24       | 2.77     | 1.26    |

- 2024年度シーズン終了時

### 年度別守備成績
| 年 度 | 球 団    | 投手（P） | 投手（P） | 投手（P） | 投手（P） | 投手（P） | 投手（P） |
| 年 度 | 球 団    | 試 合     | 刺 殺     | 補 殺     | 失 策     | 併 殺     | 守 備 率  |
| ----- | -------- | --------- | --------- | --------- | --------- | --------- | --------- |
| 2022  | DET      | 7         | 2         | 1         | 0         | 1         | 1.000     |
| 2023  | TB       | 1         | 0         | 0         | 0         | 0         | ----      |
| 2023  | ヤクルト | 7         | 0         | 6         | 1         | 0         | .857      |
| 2024  | ヤクルト | 32        | 1         | 4         | 0         | 0         | 1.000     |
| MLB   | MLB      | 8         | 2         | 1         | 0         | 1         | 1.000     |
| NPB   | NPB      | 39        | 1         | 10        | 1         | 0         | .917      |

- 2024年度シーズン終了時

### NPB
初記録
投手記録
- 初登板・初先発登板・初勝利・初先発勝利：2023年8月9日、対広島東洋カープ17回戦（明治神宮野球場）、5回1失点
- 初奪三振：同上、1回表に秋山翔吾から空振り三振
- 初ホールド：2024年8月2日、対読売ジャイアンツ15回戦（東京ドーム）、7回裏に2番手で救援登板、1回無失点
- 初セーブ：2024年9月3日、対読売ジャイアンツ20回戦（京セラドーム大阪）、10回裏に5番手で救援登板・完了、1回無失点

打撃記録
- 初打席：2023年8月9日、対広島東洋カープ17回戦（明治神宮野球場）、3回裏に森翔平から空振り三振

### 背番号
- 45（2022年）
- 88（2023年 - 同年7月8日）
- 37（2023年7月13日 - 2024年）
- 35（2025年）